# چاووشی (شعر)
چاووشی عنوان یکی از مشهورترین شعرهای مهدی اخوان ثالث (م. امید) است. این شعر در فروردین ۱۳۳۵ سروده شده و به حسن پستا تقدیم شده‌است.

## نقد
خدابخش اسداللهی و محمد یحیایی در چارچوب رمانتیسم به بررسی مؤلفهٔ سفر در این شعر پرداخته‌اند.